# Il grande Gatsby (film 1974)
Il grande Gatsby (The Great Gatsby) è un film del 1974 diretto da Jack Clayton, tratto dall'omonimo romanzo di Francis Scott Fitzgerald del 1925. Il film è la terza trasposizione cinematografica del romanzo, dopo una versione muta del 1926 andata perduta e una seconda versione del 1949. Tutte e tre le versioni sono state prodotte dalla Paramount Pictures. Nel 2013 è stata fatta un'ulteriore trasposizione prodotta dalla Warner Bros.

## Trama
Anni venti. Gatsby, ex gangster divenuto miliardario, non riesce a dimenticare Daisy, la ragazza per cui è diventato ricco. Lei non lo ha aspettato e ha sposato un altro.
Per starle vicino lui compra una gran villa a Long Island e dà feste memorabili.
Riuscirà, infine, a conquistarla, ma darà la vita per lei.

## Produzione
Il produttore Robert Evans aveva acquisito i diritti cinematografici del romanzo nel 1971 con l'intenzione di far interpretare il ruolo di Daisy all'allora moglie Ali MacGraw. Quando quest'ultima lo lasciò per Steve McQueen, furono interpellate per il ruolo di protagonista femminile Faye Dunaway, Candice Bergen, Katharine Ross, Lois Chiles e Mia Farrow. Alla fine il ruolo fu assegnato a quest'ultima nonostante il suo stato di gravidanza, che comunque fu dissimulato grazie all'abilità dei costumisti e alla prevalenza di riprese in primo piano. Il ruolo di Gatsby era stato offerto a Warren Beatty e a Jack Nicholson.
La sceneggiatura era stata affidata originariamente a Truman Capote, ma la produzione preferì adottare un secondo adattamento scritto da Francis Ford Coppola, molto fedele al testo originale ma anche molto didascalico.

## Distribuzione

### Edizione italiana
La versione italiana del film è stata all'epoca leggermente accorciata con tagli, anche minuscoli, sparsi lungo tutta la durata. In alcuni casi sono stati tagliati anche singoli segmenti di dialogo. Questi tagli possono essere facilmente individuati nell'edizione in DVD, in quanto l'audio commuta automaticamente sull'originale inglese. Per l'edizione Blu-ray invece le scene sono state doppiate.

## Riconoscimenti
- 1975 - Premio Oscar
  - Migliori costumi a Theoni V. Aldredge
  - Miglior colonna sonora a Nelson Riddle
- 1975 - Golden Globe
  - Miglior attrice non protagonista a Karen Black
  - Nomination Miglior attore debuttante a Sam Waterston
  - Nomination Miglior attore non protagonista a Sam Waterston
  - Nomination Miglior attore non protagonista a Bruce Dern
- 1975 - Premio BAFTA
  - Migliore scenografia a John Box
  - Migliore fotografia a Douglas Slocombe
  - Migliori costumi a Theoni V. Aldredge